# Шампињел (Ардени)
Шампињел (фр. Champigneulle) насеље је и општина у североисточној Француској у региону Шампањ-Арден, у департману Ардени која припада префектури Вузје.
По подацима из 2011. године у општини је живело 56 становника, а густина насељености је износила 7,24 становника/km². Општина се простире на површини од 7,73 km². Налази се на средњој надморској висини од 165 метара.

## Демографија
| 1962. | 1968. | 1975. | 1982. | 1990. | 1999. | 2011. |
| ----- | ----- | ----- | ----- | ----- | ----- | ----- |
| 115   | 115   | 91    | 77    | 67    | 64    | 56    |

График промене броја становника у току последњих година